# Budova Akademie věd České republiky
Budova Akademie věd České republiky v Praze na Starém Městě (Národní č.p. 1009/3) byla postavena v letech 1858–1862 původně jako budova Spořitelny české. Rozšíření v letech 1894–1896 zachovalo její novorenesanční styl a úprava pro účely Československé akademie věd v letech 1954–1956 se projevila především v interiéru. Od roku 1964 je celý objekt památkově chráněn. Od roku 1992 je sídlem ústředí Akademie věd České republiky a od roku 1994 také sídlem Učené společnosti.

## Historie
První českou finanční institucí byla od roku 1827 Spořitelna česká (původně Böhmische Sparkasse). Na začátku 2. poloviny 19. století bylo rozhodnuto o vybudování jejího reprezentativního sídla (odpovídajícím významu tohoto prvního a zatím jediného pražského peněžního ústavu) na tehdejší Ferdinandově třídě. Nově vzniklá Ferdinandova třída nahradila hradební příkop mezi Starým a Novým Městem. Už v roce 1857 byl na parcele v dřívějším záplavovém území (stávala zde středověká lázeň, křižovnický špitál a později budovy cihelny a vápenice) upraven terén a na projektanta budovy byla v roce 1858 vypsána soutěž, v níž zvítězil architekt Vojtěch Ignác Ullmann (1822–1897).
Stavbu podle Ullmannových plánů realizoval pražský stavitel Jan Bělský. Při budování základů a suterénních prostor tu byl poprvé v Praze použit beton. V roce 1861 byla dokončena hrubá stavba objektu spořitelny, další práce trvaly do roku 1863.
Ullmanova budova tvoří východní (při pohledu od Národního divadla pravou) část objektu. Západní, levá část je přístavba z let 1894–1896. Když koncem 19. století vznikla potřeba rozšíření stávající budovy, bylo opět na základě soutěže místo původně uvažované novostavby vybráno řešení, spočívající v rozšíření stávající novorenesanční fasády o její repliku. Realizátorem této stavby byl vídeňský architekt Friedrich Schachner (1841–1907). Slohová jednota průčelí budí iluzi jediné budovy, ačkoli se ve skutečnosti jedná o dvě budovy, vzniklé s odstupem více než 30 let (v atice vpravo je letopočet MDCCCLX, kdežto v levé je MDCCCLXXXXVI).

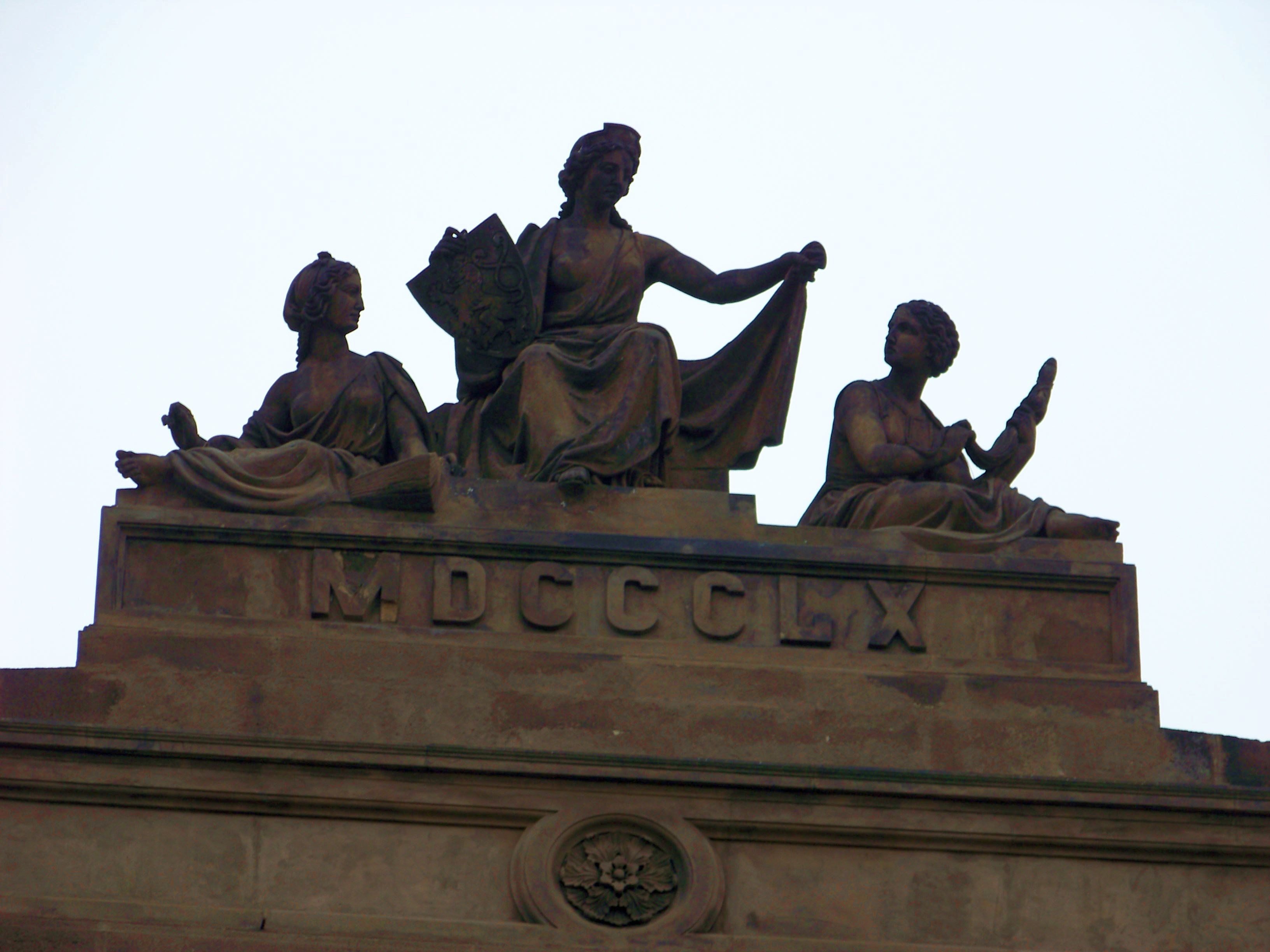
Čechie přijímá úspory lidu (1861)

Budovu využívala spořitelna až do roku 1952. Po založení Československé akademie věd vznikla potřeba najít místo dřívějšího sídla České akademie věd a umění v budově dnešního Národního muzea nový objekt, a tím se v roce 1954 stala budova spořitelny. Při úpravách pro nové využití bylo vyměněno původní zařízení interiéru a v zadním traktu směrem do Krocínovy ulice vznikly v roce 1956 garáže s terasou.
Po roce 1990 došlo k postupným opravám, zaměřeným na rekonstrukci některých prostorů. Původní dvorana – peněžní hala byla upravena pro potřeby knihovny a byla restaurována i řada uměleckých děl, která jsou součástí budovy.

## Popis
Objekt s nepravidelným půdorysem leží mezi ulicemi Národní (na jihu), Divadelní (na západě) a Krocínovou (na severu); na východní straně sousedí s budovou bývalé Pojišťovny Praha. Kvůli nižší úrovni terénu ulic Divadelní a Krocínovy je objekt v zásadě nepodsklepený a přízemí v těchto ulicích navazuje na suterén u Národní. Celá starší Ullmannova část je dvoupatrová, stejně tak i jižní křídlo Schachnerovy části. Ostatní části objektu jsou jednopatrové. Na levé straně vede z Národní ulice do Divadelní směrem ke Krocínově průchod se schodištěm. V prostoru severně od Ullmannovy části u Krocínovy ulice jsou garáže (z roku 1956) a nad nimi rozlehlá terasa s parčíkem, mezi křídly novější západní části je velká zasklená dvorana.
Dvoupatrové hlavní jižní průčelí u Národní má 25 okenních os (z nich 15 patří k Ullmannově části, 10 k Schachnerově dostavbě). Fasáda je řešena jednotně, mezi patry je dělená římsami. Vertikálně je průčelí rozděleno dvěma tříosými rizality s vchody a s okny v patrech ohraničenými sloupy. Korunní římsa má ve vlysu oválná okénka, nad ní je balustrová atika s obelisky; nad pravým rizalitem je alegorie Čechie přijímající úspory lidu (z roku 1861 od Antonína Wildta, podle nákresu Josefa Mánesa), nad levým je plastika od Otto Mentzela.
Reprezentativnost budovy dotváří i řešení interiérů (v Schachnerově části převážně novobarokní) s mramorovými sloupy a arkádovými ochozy s dekorativními štukovými zlacenými prvky. Karyatidy a sochy lvů ve vstupní hale a sochy Hospodárnost a Spořivost ve dvoraně jsou dílem J. V. Myslbeka z let 1895–1897.

## Galerie

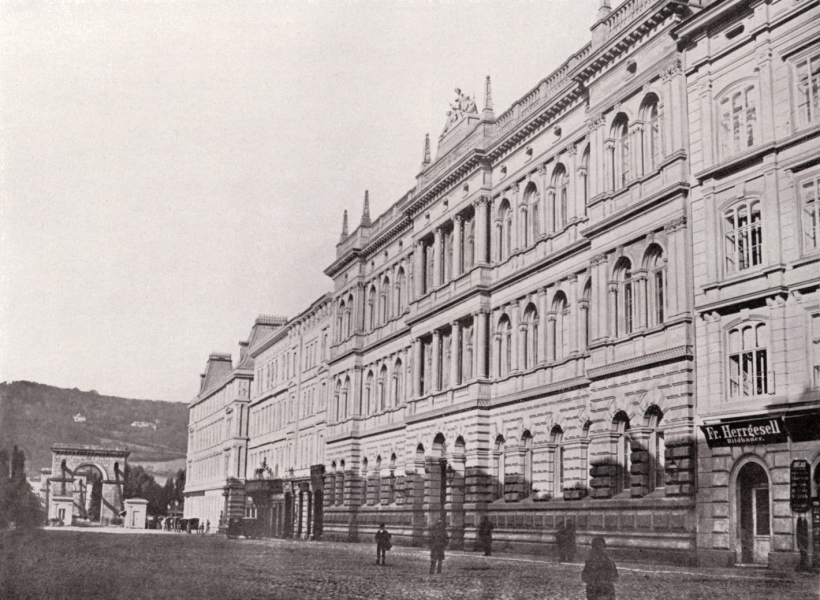
Starší (Ullmannova) část v roce 1865, vlevo most císaře Františka I.
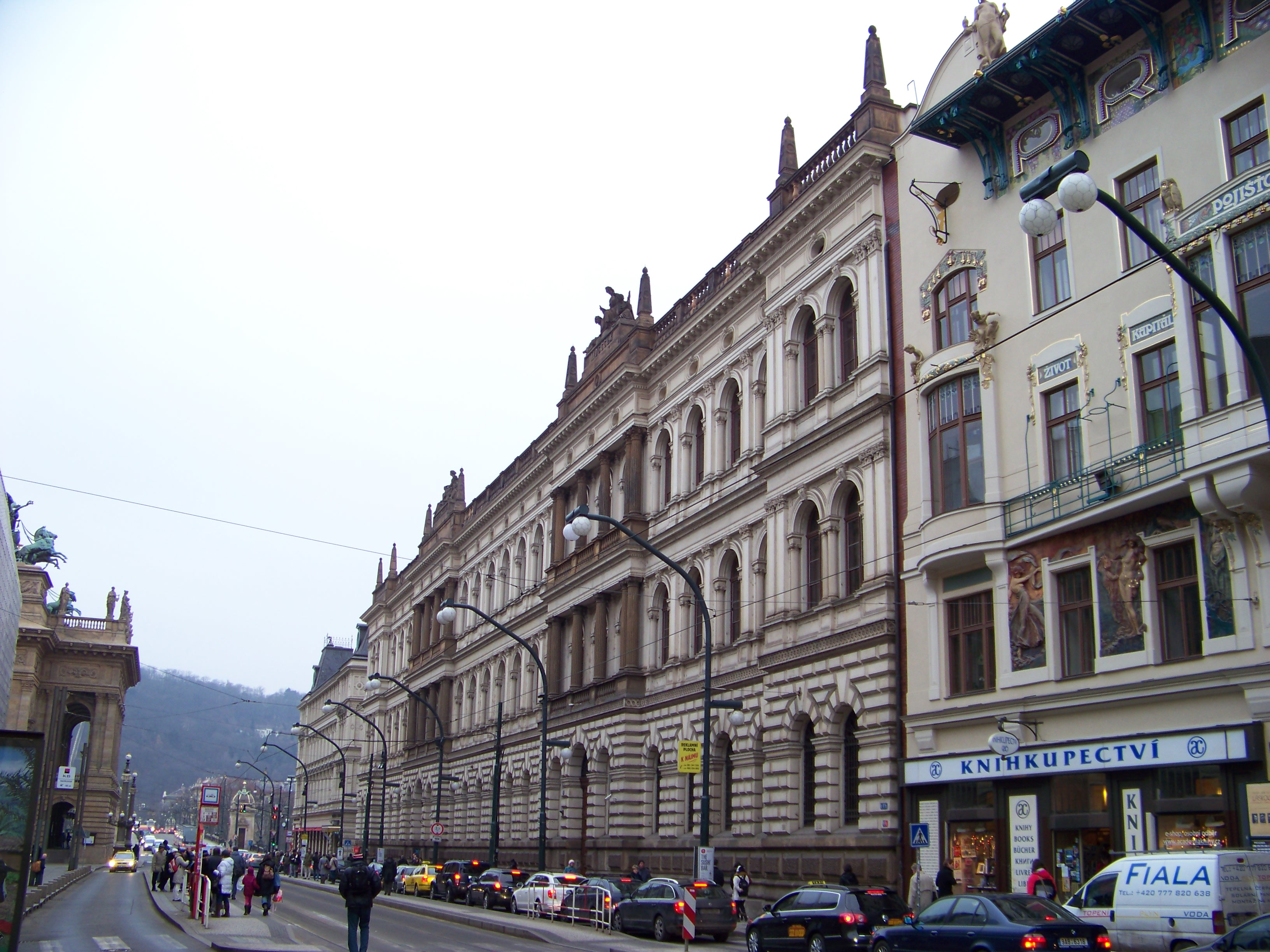
Pohled zhruba ze stejného místa v roce 2013
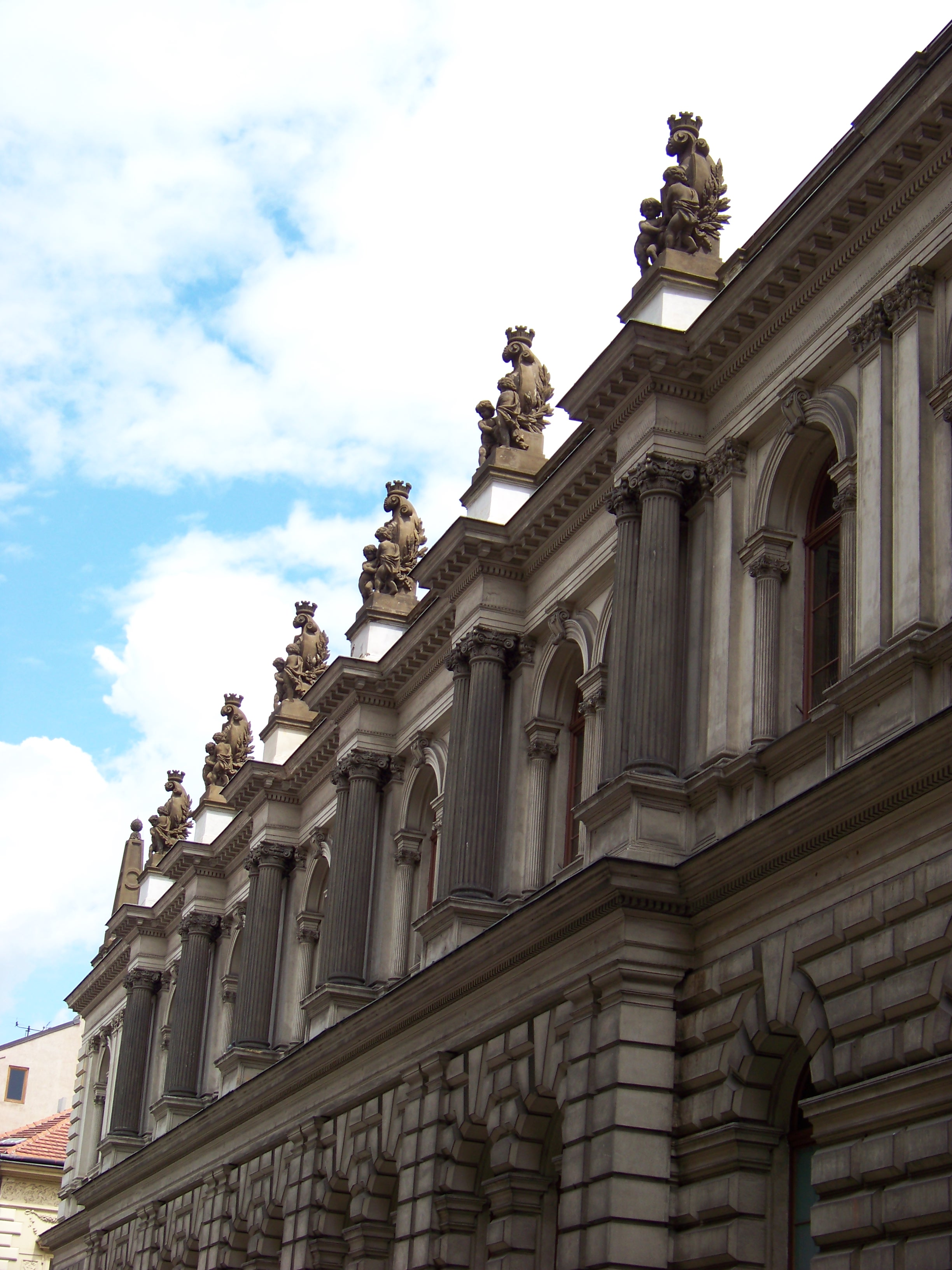
Sochy nad bočním průčelím (Divadelní ulice)
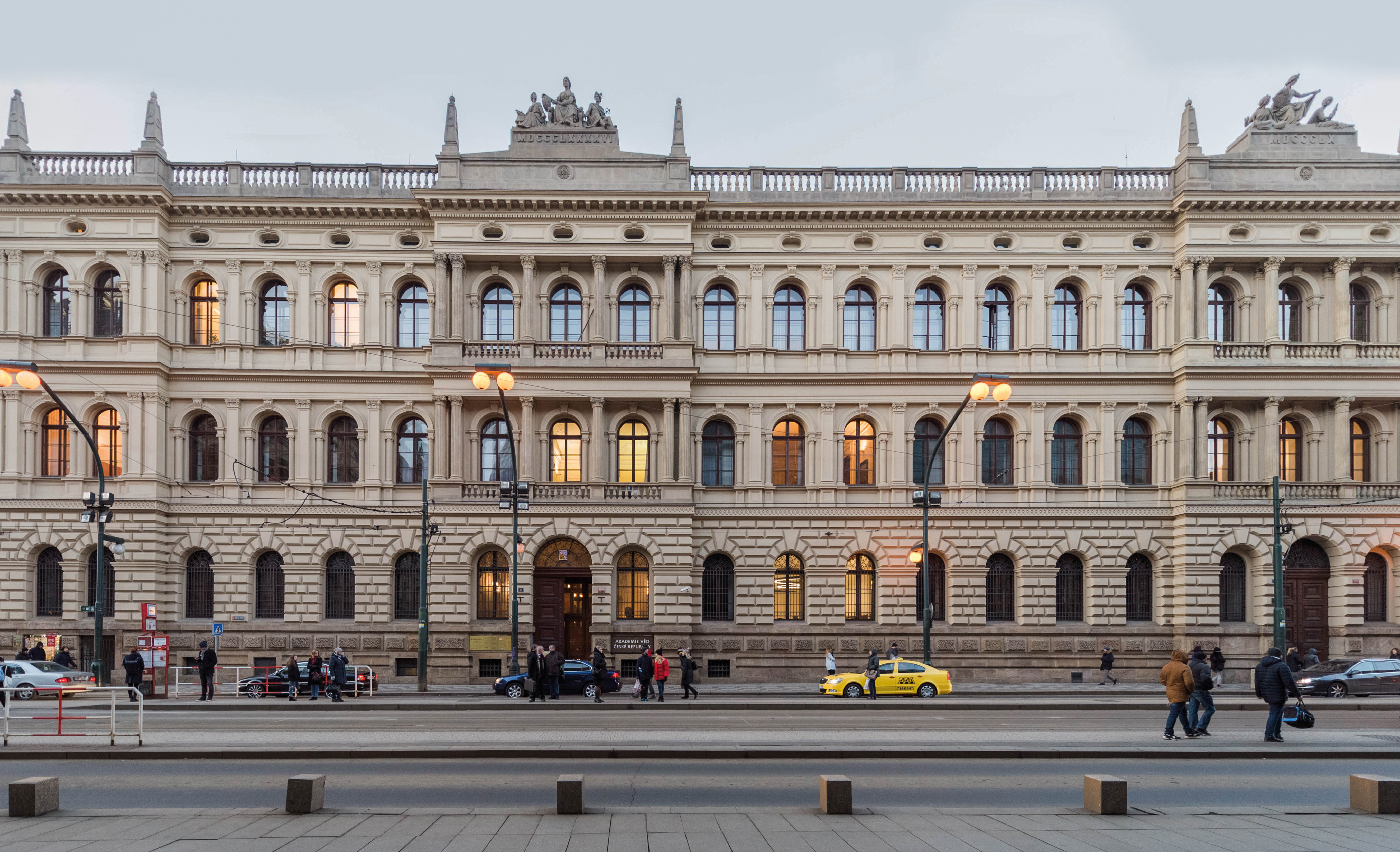
průčelí do ulice Národní
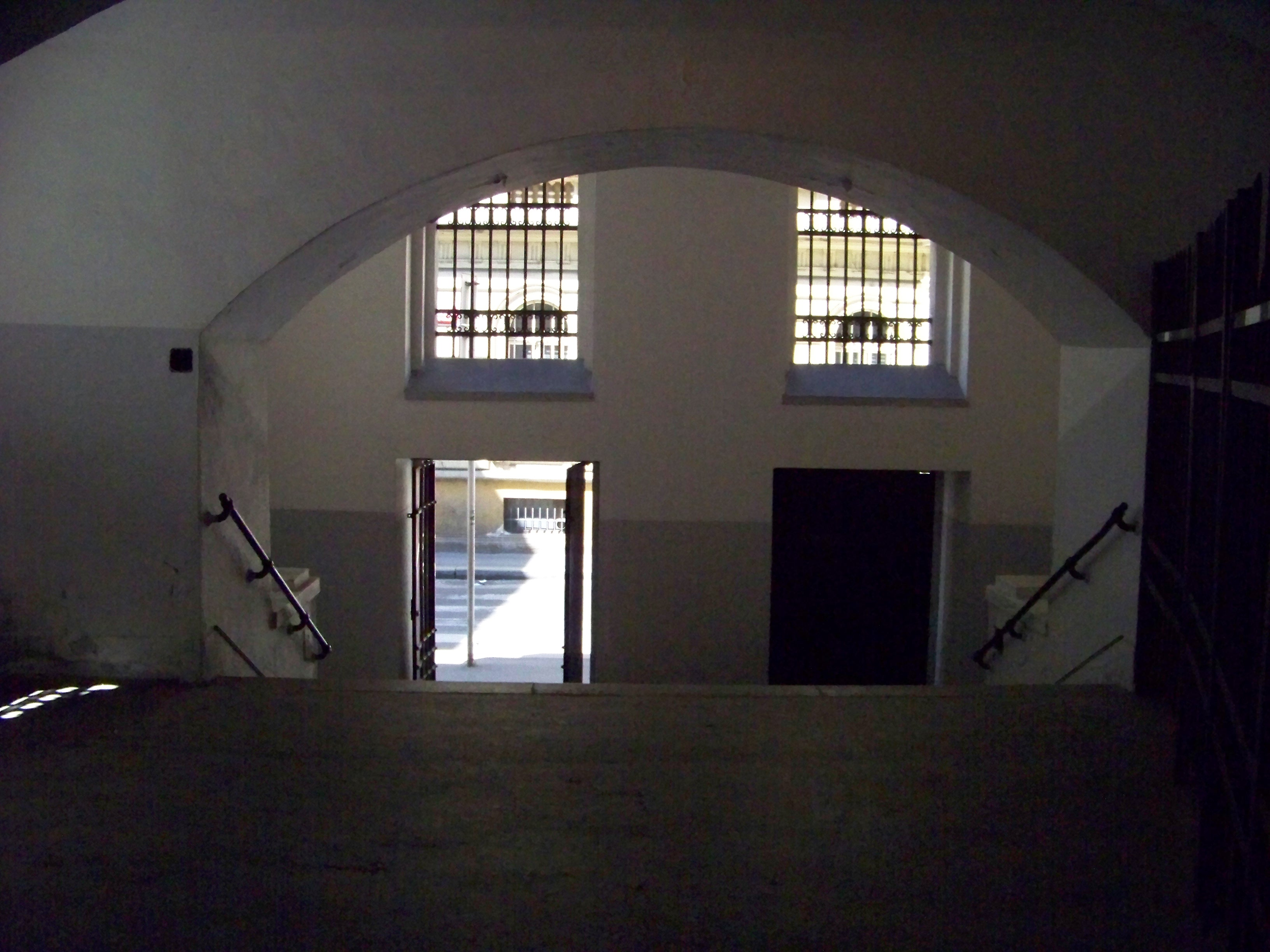
Průchod se schodištěm z Národní ke Krocínově
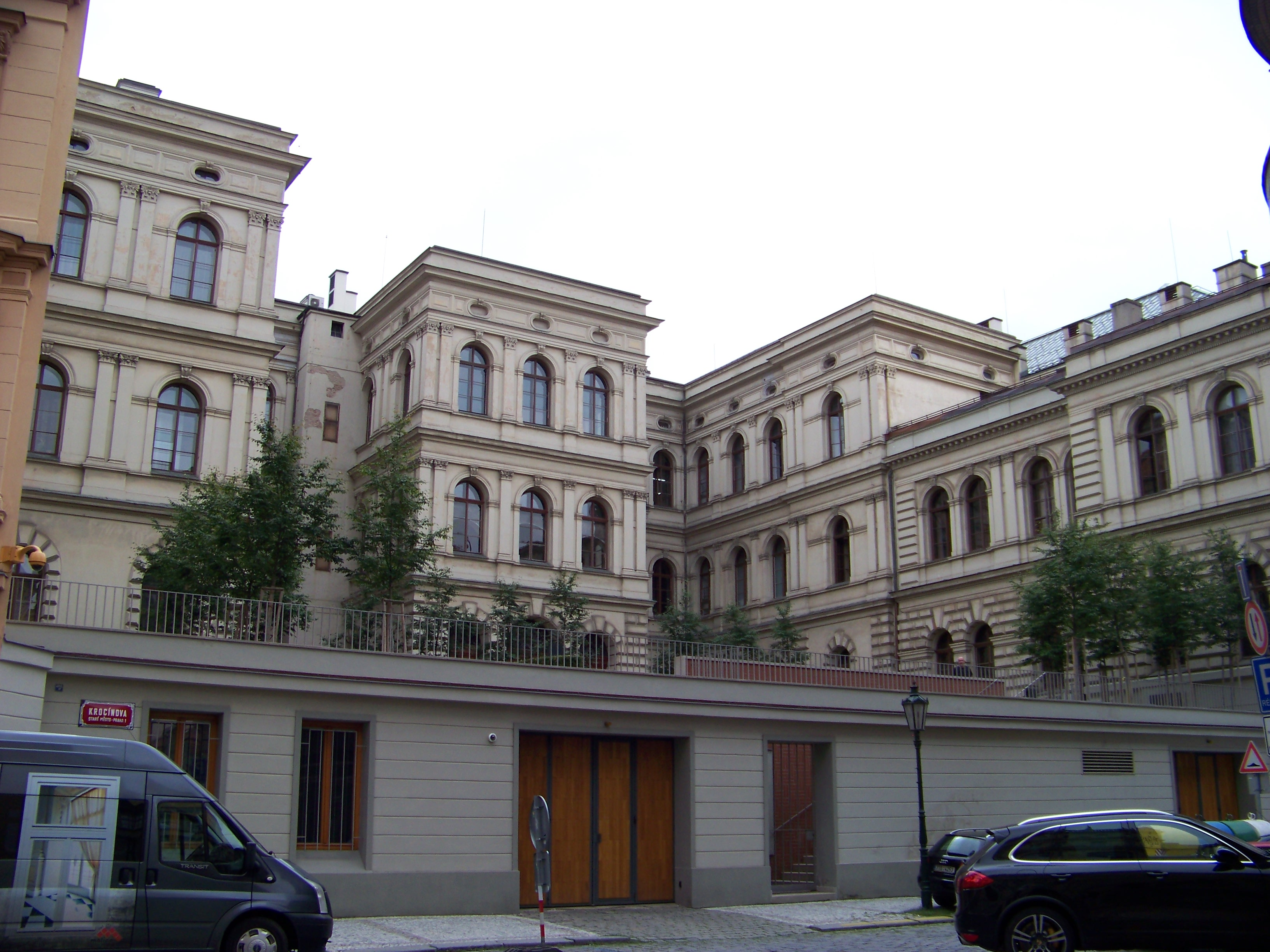
Pohled od severu z Krocínovy ulice (terasa a garáže)
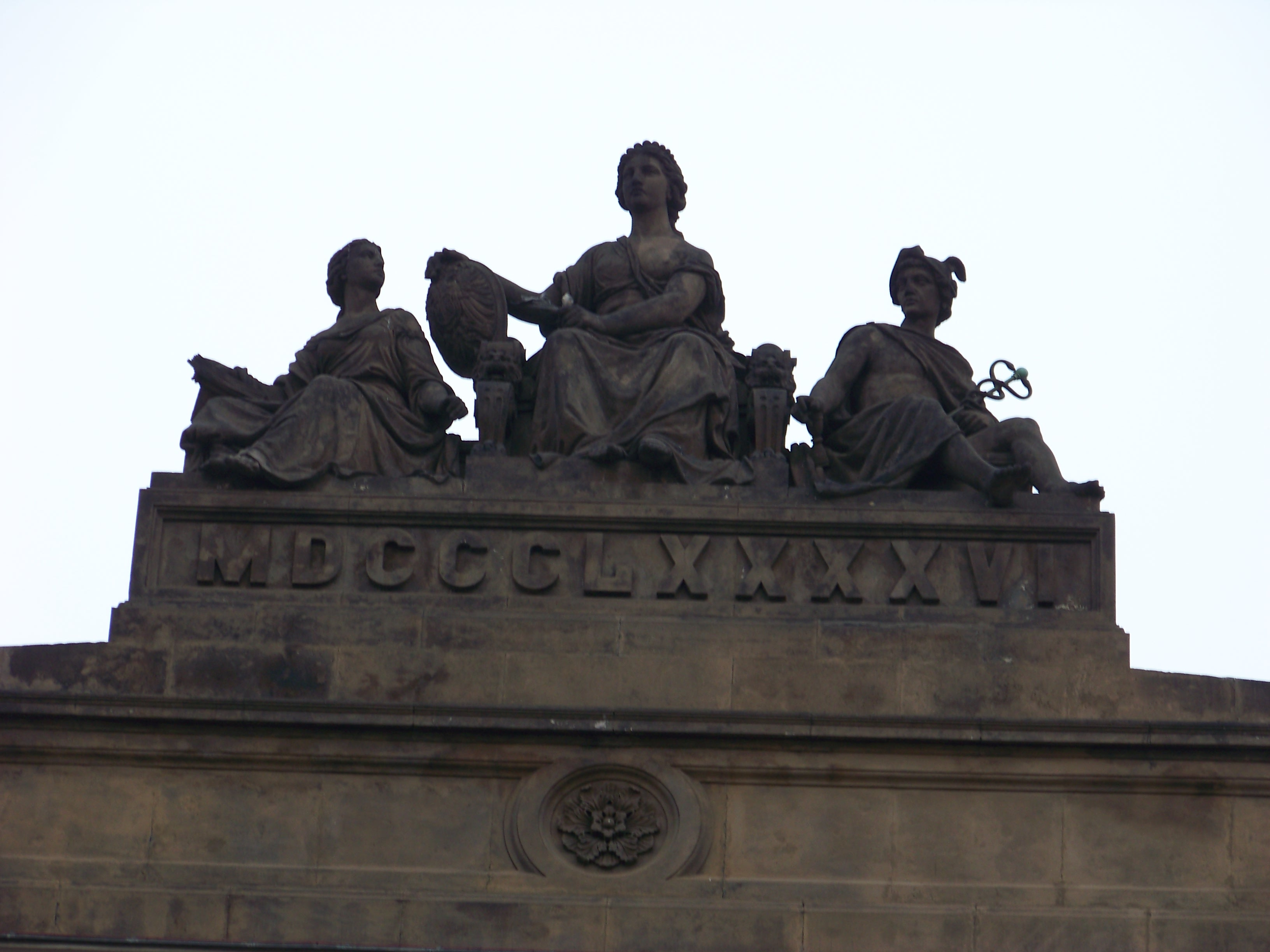
Alegorická skupina na dostavěném křídle (1896)